# Flughafen Tapa

i7
i11
i13

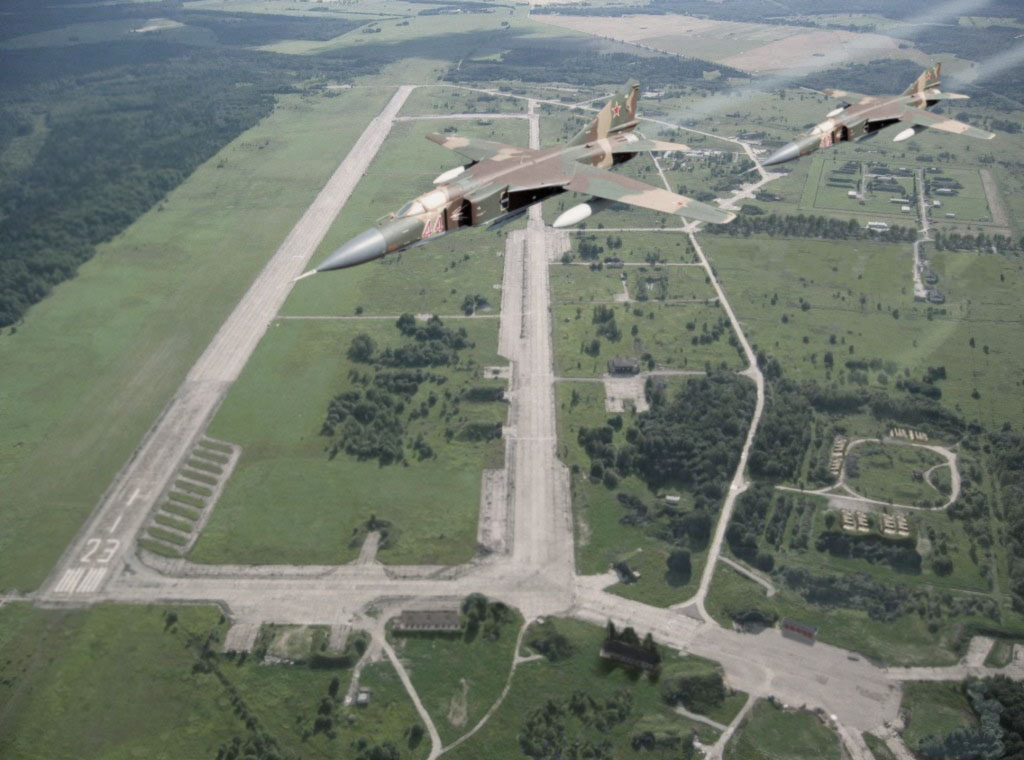
Flughafen Tapa

Der ehemalige Flughafen Tapa, estnisch Tapa lennuväli, befindet sich 3 km von der estnischen Stadt Tapa (deutsch Taps) entfernt. Heute ist Camp Tapa bzw. estnisch Tapa sõjaväelinnak der wichtigste Standort von NATO-Landstreitkräften in Estland.

## Geschichte
Während des Kalten Krieges war Tapa sowjetischer Militärflugplatz. Er war der Heimatflughafen der 656. Abfangjäger-Einheit der sowjetischen Luftwaffe. Auf ihm waren Flugzeuge vom Typ MiG-23 stationiert.
Nach Ende des Kalten Kriegs wurde die Anlage vom Flugclub Nurmsi (Nurmsi lennuklubi) mit genutzt. Der Flughafen stand seit der Unabhängigkeit im Eigentum des estnischen Verteidigungsministeriums und diente anschließend auch als Reserveflugplatz der estnischen Luftstreitkräfte. 

## Heutige Nutzung
Der Flugplatz wurde nach der Unabhängigkeit vom estnischen Heer übernommen. Das früher offene fliegerisch genutzte Areal wurde nach 2014, in Folge der russischen Okkupation der ukrainischen Halbinsel Krim, zu einer wichtigen NATO-Kaserne ausgebaut. 
Tapa ist Sitz der 1. Infanteriebrigade, 1. jalaväebrigaad inklusive des Gros der ihr unterstellten Truppen. Hierzu gehört auch die NATO Enhanced Forward Presence unter Führung der British Army.
Daneben sind hier im Rahmen der Operation Atlantic Resolve auf Rotationsbasis US-amerikanische HIMARS-Batterien stationiert.